# Шинскатебери
Шинскатебери (на шведски: Skinnskatteberg) е град в централна Швеция, лен Вестманланд. Главен административен център на едноименната община Шинскатебери. Разположен е около река Хедстрьомен. Намира се на около 200 km на северозапад от столицата Стокхолм и на около 60 km на северозапад от Вестерос. Има жп гара. Населението на града е 2287 жители според данни от преброяването през 2010 г.